# Antiga Casa Bosch
L'Antiga Casa Bosch és una obra de la Jonquera (Alt Empordà) inclosa a l'Inventari del Patrimoni Arquitectònic de Catalunya.

## Descripció
Casa entre mitgeres de planta irregular, situada al centre del poble que consta de planta baixa, dos pisos i golfes. Els murs han estat arrebossats. Al primer pis trobem, sobre la porta principal, una finestra gòtica formada per tres arcs apuntats amb traceries lobulades separats per dos columnes molt estretes que sostenen dos petits capitells. Al segon pis, la planta noble de la casa, té tres finestres que donen a tres balcons de pedra, semicirculars als extrems i rectangulars al centre. Tots tres estan suportats per mènsules de pedra bastant pronunciades. La casa té ràfec molt marcat suportat per cirats de fusta. L'edifici va ser restaurat a principis d'aquest segle. Malgrat això es tracta d'una construcció del segle passat que s'inscriu dins el moviment historicista.